# Bitva u Kány
Bitva u Kány se odehrála v roce 84 př. n. l. a utkaly se v ní Nabatejské království a Seleukovská říše. Kána je neznámá vesnice, kterou historici[kdo?] umisťují na jih nebo jihozápad od Mrtvého moře.
Bitva skončila smrtí Antiocha XII., který vedl seleukovská vojska. Jeho armáda uprchla do pouště, kde většina vojáků zahynula. Nabatejci brzy po bitvě dobyli Damašek.